# Kungota pri Ptuju
Kungota pri Ptuju is een plaats in Slovenië en maakt deel uit van de gemeente Kidričevo in de NUTS-3-regio Podravska. De plaats telde 390 inwoners op 1 januari 2020.